# Ercheia dubia
Ercheia dubia är en fjärilsart som beskrevs av Butler 1874. Ercheia dubia ingår i släktet Ercheia och familjen nattflyn. Inga underarter finns listade i Catalogue of Life.

## Bildgalleri

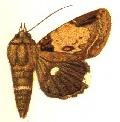